# Kanīna Khās
Kanīna Khās är en ort i Indien.   Den ligger i distriktet Mahendragarh och delstaten Haryana, i den norra delen av landet, 100 km väster om huvudstaden New Delhi. Kanīna Khās ligger 255 meter över havet och antalet invånare är 10 815.
Terrängen runt Kanīna Khās är mycket platt. Runt Kanīna Khās är det tätbefolkat, med 459 invånare per kvadratkilometer. Närmaste större samhälle är Mahendragarh, 16,9 km väster om Kanīna Khās. Trakten runt Kanīna Khās består till största delen av jordbruksmark.